# Rudolf Sperl
Rudolf Sperl (geb. 20. Dezember 1852 in Graz; gest. ca. 1929 in Wien) war ein österreichischer Redakteur und Grafiker.
Er war Redakteur und Zeichner der Zeitschrift Kikeriki. Zeichner für die Zeitschrift Neue Glühlichter und anderer Zeitungen. Besonderes bekannt sind seine Werke signiert als R_Sperl in der Zeitschrift Neue Glühlichter.
Bekannt Signaturen sind: R_Sperl, R.S, S, (AG)